# Agustín Ramírez Sánchez
Agustín Ramírez Sánchez (San Francisco del Rincón, Guanajuato, Mèxic, 28 d'agost de 1952) és un cantant i compositor mexicà, cofundador i líder del grup musical mexicà Los Caminantes.
Va compondre i és responsable de molts dels èxits de Los Caminantes, entre d'altres, "Palomita Mensajera", "Para qué quieres volver", "Regresaré", "He sabido", "Volar, Volar", "Ven y abrázame", "Una boche", "Todo me gusta de ti", "Mi niña", "Lágrimas al recordar" entre molts d'altres. També ha compost cançons per a grups com El Tiempo, Los Sagitarios, El Jefe y Su Grupo i, el 1990, una balada per al grup tropical Los João, anomenada "Una noche más sin ti." El 1993, Agustín Ramírez va rebre un premi honorari: una placa que es va col·locar davant d'una paret de la seva ciutat natal. L'alcalde de l'època va voler honrar Agustín pels seus èxits, reconeixement i orgull de San Pancho, Mèxic i l'Amèrica Llatina. El 2016, Agustín va donar la seva veu per "Para qué quieres volver" en una pista gravada a La Rondalla Tradicional de Saltillo en un àlbum titulat, La Razón de Mi Existir.